# Соціальний тип особистості
Соціа́льний тип особи́стості — продукт складного переплетення історико-культурних і соціально-економічних умов життєдіяльності людей, відображення того, як суспільна система впливає на ціннісні орієнтації людини і через них — на його реальну поведінку.

## Критерії типізації
Розробка типізації особистості є однією з центральних задач соціології особистості. Вивчаючи різні групи людей та їх соціальні функції, соціологія не може абстрагуватися від індивідів, із яких ці групи складаються. Соціологічну науку цікавить не стільки конкретна поведінка окремої людини, яка зумовлена його індивідуальними якостями, скільки узагальнене, типове, яке виражається сумою окремих ознак, що притаманні більшості. Проблема типізації полягає у визначенні рис деякої абстрактної особистості, яка найбільш повно виявить сутність даної соціальної групи. Можлива екстраполяція цих якостей на окрему особистість, що взята за модель. Проблема типового як відображення загального в окремому добре розроблена в художній творчості. Вчені вважають, що велика кількість літературних персонажів саме тому так довго й зберігають свою значущість, що виражають дещо більше, аніж конкретну особу та конкретний характер (гамлетівський, донкіхотівський типи тощо, див. теж соціоніка, соціонічні типи).
У процесі взаємодії людини у навколишньому соціальному середовищі ті чи інші «набори» особистісних характеристик проявляються у виникненні типових характеристик людини — соціальних типів за певною ознакою — критерієм. У соціології пропонуються різні варіанти соціальної типології особистості. Так, М.Вебер за основу типізації бере специфіку соціальної дії, більш конкретно — ступінь його раціональності, К. Маркс — приналежність до формацій та класів.
На думку деяких соціологів типологізацію можна визначити як процес (а виділені типи — як результат сукупності елементів об'єкта дослідження, що здійснюється на підставі аналізу ознак цього об'єкта: виділення серед них найбільш значущих (суттєвих): обґрунтування значущості виділеної ознаки, групування всієї сукупності елементів об'єкта на підставі суттєвої ознаки (або сукупності ознак). 
Головне завдання типології зводиться до пошуку суттєвих ознак, що визначають внутрішні закони розвитку об'єкта і його закономірні зв'язки з іншими об'єктами зовнішнього світу.
Широко розповсюджені типології, які об'єднують типи особистостей як носіїв (ознак) певних спільнот (класів, соціальних груп): робітники, службовці, студенти тощо. Слід також виділити маргінальний тип особистості, яка розірвала зв'язок зі своїм соціальним оточенням, але не адаптувалася до нового.

## Типи

### Типи за адаптацією до умов суспільства
Типологія[джерело?], яка характеризує модальні типи особистості, показує, які з них займають домінуюче положення в суспільстві або соціальних групах.
- Модальний — той, який реально переважає в даному суспільстві.
- Ідеальний — не прив'язаний до конкретних умов. Це тип особистості як побажання на майбутнє, наприклад, всебічно і гармонійно розвинена особистість у К.Маркса чи нова людина Е.Фромма.
- Базисний — найкращим чином відповідає потребам сучасного етапу суспільного розвитку.

Із базисним типом пов'язана система соціально-правових і моральних норм, які відображені в конституціях, законах, у суспільній свідомості, різних типах світосприйняття тощо.
Характеристика базисного типу особистості відповідає на запитання: яким критеріям повинна відповідати особистість, щоб суспільство могло розвиватися з максимальною ефективністю? Якщо взяти ту чи іншу соціальну групу, то в ній неважко виділити особистість із характеристиками, що найбільш повно відображають умови та закономірності функціонування даної групи.

### Типи за Е.Шпранґером
Е. Шпранґер, типологізуючи людську індивідуальність за ціннісно-орієнтаційною спрямованістю людини, виділив шість ідеальних типів:
- «економічна» людина господарства,
- «теоретична» людина науки,
- «соціальна» людина любові та самовіддачі,
- «політична» людина влади
- «естетична» людина мистецтва,
- «релігійна» людина.

За основу виділення цих типів Е. Шпранґер взяв соціальні орієнтації, що переважають (певні диспозиції). Наприклад, тип економічного індивідуума характеризується пошуком власної матеріальної забезпеченості тощо.

### Типи за Еріхом Фроммом
За Е. Фроммом (1900–†1980) соціальний тип особистості як пануючий тип характеру — це форма зв'язку індивіда та соціуму, «ядро структури характеру, що властиве більшості членів однієї і тієї ж культури, на відміну від індивідуального характеру, який різний у людей тієї ж самої культури». Значення соціального характеру, вважає Е. Фромм, полягає в тому, що він дозволяє найбільш ефективно пристосуватися до вимог суспільства і придбати відчуття безпеки і захищеності. Аналізуючи історію людства, Е.Фромм виділяє кілька типів соціального характеру:
- рецептивний (пасивний)
- експлуататорський
- накопичувальний
- ринковий

Див. теж: мати чи бути

### Сучасні соціальні типи в Україні
В Україні відбувається докорінний перелом особистісно-типологічної структури суспільства, змінюються соціальні статуси соціальних груп і соціальних типів особистостей. Практично сьогодні нові базисні типи особистості ще до кінця не сформовані. Певне розповсюдження отримала людина торгового типу, що робить гроші на різниці цін або одержує їх за допомогою різноманітних махінацій, а то й за допомогою злочинів. Засоби масової інформації та судові інстанції підкреслюють факт широкого розповсюдження мафіозного типу особистості, що загрожує важкими наслідками для суспільства.

#### Амбівалентні соціальні типи
Суперечності переходу від тоталітарної системи до демократії в Україні зумовлюють переважання «перехідного типу» особистості, який характеризується амбівалентністю — двоїстим, суперечливим ставленням до перспективи розвитку суспільства. Свідомість амбівалентної особистості формується з двох складових — демократичних ціннісних уявлень, з одного боку, і тоталітарних орієнтацій, породжених у жорсткій нормативній системі закритого суспільства — з іншого.
Амбівалентні соціальні типи особистості притаманні перехідному типу суспільства, вони виділені за ознаками сприйняття соціально-політичного середовища.
- Конформно-амбівалентний тип особистості. Для нього є характерним некритичне прийняття будь-яких соціально-політичних альтернатив, а також підтримка політичних рішень, лідерів і організацій, які взаємно виключають один одного. Конформно-амбівалентна свідомість не може зберігатися довго без руйнівних соціальних та психологічних наслідків для особистості і суспільства. Вичерпання конформно-амбівалентним типом свідомості свого стабілізуючого суспільство потенціалу призводить до дедалі ширшого розповсюдження протилежної амбівалентній реакції — негативізму.

- Нігілістично-амбівалентний тип особистості. Схильний до заперечення будь-яких альтернатив суспільного розвитку, до негативізму у ставленні до будь-якої організованої політичної сили. Переважання таких реакцій призводить до відмови від політичного життя в усіх його формах, крім стихійного висловлювання невдоволення та протесту.

Вражаючою ілюстрацією вияву цього типу свідомості є дані досліджень, проведених протягом 90-х років Інститутом соціології НАН України, під час яких більшість громадян України негативно оцінили і попередній, і сучасний, і навіть майбутній уряди щодо наслідків їхньої діяльності й потенціалу розв'язання соціально-економічних проблем України.
Нігілістично-амбівалентна свідомість чинить опір будь-яким спробам вивести суспільство з кризи перехідного періоду, стихія її — це поглиблення кризи, що постійно підкидає хмиз до тліючого багаття незадоволення всім й усіма. Будучи в стабільному суспільстві притаманним люмпенізованим та маргінальним верствам, цей тип свідомості за умов затяжної кризи набуває масового поширення. Знайшовши ідеологічну доктрину в нехитромудрому лозунгу «чим гірше, тим краще», він перетворюється на стихію руйнування матеріальних і духовних засад суспільного життя.
- Мозаїчно-амбівалентний тип особистості. Характеризується суперечливим поєднанням елементів демократичної свідомості, яка формується, та тоталітарних структур, що поступово руйнуються. До того ж основний конфлікт мозаїчної свідомості полягає в суперечності між демократичним ідеалом та реальними темпами і масштабами демократизації, що породжує намагання будь-якими засобами прискорити процес демократичного оновлення, у тому числі й засобами з добре засвоєного тоталітарного арсеналу — посиленням боротьби з «ворогами демократії».

Мозаїчна свідомість здається найбільш гнучкою, здатною у міру руйнування ідеологічних стереотипів минулого до сприйняття демократичних норм. Переважання того чи іншого типу свідомості зумовлює і можливий варіант розвитку суспільства: до авторитарної влади, до бунту та диктатури або до демократичної еволюції.

### Типи за характером
1.Традиціоналісти. Орієнтовані в основному на цінності боргу, порядку, дисципліни, законослухняності, а вияв таких якостей, як креативність, прагнення до самореалізації, самостійність у цього типу особистості досить низький.
2. Ідеалісти. Сильно виявлене критичне ставлення до традиційних норм, незалежність і зневага авторитетів, установка на саморозвиток, чого б це не коштувало.
3. Фрустранти. Низька самооцінка, самопочуття пригніченності, відчуття себе нібито викинутим з потоку життя.
4. Реалісти. Поєднують в собі прагнення до самореалізації з розвиненим почуттям обов'язку і відповідальності, здоровий скептицизм з самодисципліною і самоконтролем.
5. Гедоністи. Орієнтовані в першу чергу на отримання задоволень «тут і зараз», і ця гонитва за «насолодами життя» набуває, перш за все, форми задоволення споживчих бажань.